# Stephen Tataw
Stephen Tataw Eta (ur. 31 marca 1963 w Jaunde, zm. 31 lipca 2020 tamże) – kameruński piłkarz, występował na pozycji obrońcy.

## Życiorys
W ojczyźnie grał w Cammark Kumba, Tonnerre Yaoundé i Olympic Mvolyé. W sezonie 1995/1996 był zawodnikiem japońskiego Sagan Tosu i tam zakończył karierę.
Ma za sobą udział w Mistrzostwach Świata w 1990, oraz 1994 roku. Był kapitanem reprezentacji Kamerunu na obu turniejach. Podczas Mundialu we Włoszech rozegrał wszystkie pięć meczów w pełnym wymiarze czasowym. Podobnie cztery lata później, Tataw zagrał we wszystkich meczach (3), a w spotkaniu z Brazylią został ukarany żółtą kartką już w 8 minucie spotkania. 2 lutego 1997 roku Tataw wystąpił w towarzyskim spotkaniu pomiędzy gwiazdami Europy i Afryki. Mecz zakończył się wynikiem 4:0 dla reprezentacji Starego Kontynentu, w której występował między innymi Polak Dariusz Dziekanowski. Grał w Pucharze Narodów Afryki rozgrywanym w 1988 roku, w Maroku. Kamerun zdobył złoty medal, w finale pokonując Nigerię 1:0. Również w 1992 roku wziął udział w PNA, który odbywał się na boiskach Senegalu, a „Nieposkromione Lwy” zajęły 4. miejsce, przegrywając w meczu o brąz z Nigerią. Potem zajmował się zawodem menedżera.